# António José Saraiva
António José Baptista Saraiva (Leiría, 31 de diciembre de 1917 – Lisboa, 17 de marzo de 1993) fue un Profesor emérito e historiador de literatura portuguesa.

## Biografía
Fue el segundo de siete hijos de José Leonardo Venâncio Saraiva y de Maria de la Ressurreição Baptista, su familia se mudó desde Leiría a Lisboa, cuando António José Saraiva tenía 15 años.
Estudió en la Facultad de Letras de la Universidad de Lisboa donde se doctoró en Filología Románica, en 1942, con la tesis Gil Vicente y el Fin del Teatro Medieval.
En Lisboa conoce a Óscar Lopes, con quien escribirá, en coautoria, la Historia de la Literatura Portuguesa, publicada por 1.ª vez en 1955.
Fue un opositor al salazarismo, y militante del Partido Comunista Portugués. Su posición política le llevó a la expulsión de la enseñanza universitaria, pasando la enseñar en el instituto donde su padre era rector, el instituto Pasos Manoel. Sin embargo, en 1949, es expulsado por apoyar la candidatura de Norton de Matos y por pertenecer al PCP.
Apoyó la candidatura del general José Norton de Matos a la presidencia de la República, en 1949. Ese año fue arrestado y se le impidió enseñar. Durante los años siguientes, vivió exclusivamente de sus publicaciones y colaboraciones en periódicos y revistas, en el semanario Mundo Literário (1946-1948) y en la revista Litoral (1944-1945).
Se exilió en Francia en 1960, y después se marchó a  vivir a los Países Bajos, donde enseñó en la Universidad de Ámsterdam. Regresó a Portugal, después del 25 de Abril, y se convirtió en catedrático de la Facultad de Ciencias Sociales y Humanas de la Universidad Nueva de Lisboa y después de la Facultad de Letras de la Universidad de Lisboa.
António José Saraiva publicó una vastísima e importante obra, considerada una referencia en los campos de la historia de la literatura y de la historia de la cultura portuguesas, especialmente en la edición de obras y en el estudio de autores individualizados (Camões, Correa Garção, Cristóvão Falcão, Almeida Garrett, Alexandre Herculano, Fernão Lopes, Fernão Mendes Pinto, Gil Vicente, Eça de Queirós, Oliveira Martins), y también a través de la publicación de obras de gran aliento como la Historia de la Cultura en Portugal o, de asociación con Óscar Lopes, la Historia de la Literatura Portuguesa.
Es el padre del periodista José António Saraiva y hermano del divulgador de historia José Hermano Saraiva, del cual siempre se sintió muy cercano. Fue también sobrino, por parte de madre, de José Maria Hermano Baptista, militar centenario, (1895-2002, vivió hasta a los 107 años) el último veterano portugués superviviente que combatió en la Primera Guerra Mundial.

## Obras
- (1938) Ressonância dos Descobrimentos na Actividade Estética Portuguesa no Século XVI
- (1942) Gil Vicente e o Fim do Teatro Medieval
- (1945) Para a História da Cultura em Portugal: Ensaios
- (1946) Ideais de Eça de Queiroz: Ensaios
- (1947) A Escola: Problema central da nação
- (1949) História da literatura portuguesa
- (1949) A Obra de Júlio Diniz e a Sua Época
- (1949) Herculano e o Liberalismo em Portugal: Os problemas morais e culturais da instauração do regime
- (1950) História da Cultura em Portugal (coautor Luís de Albuquerque)
- (1952) Fernão Lopes, Tabelião Geral
- (1952) O Caprichismo Polémico do Sr. António Sérgio
- (1954) O Humanismo em Portugal
- (1956) A Inquisição Portuguesa
- (1958) Fernão Mendes Pinto ou a Sátira Picaresca da Ideologia Senhorial
- (1959) Luís de Camões
- (1960) Fernão Lopes
- (1960) Dicionário Crítico de Algumas Ideias e Palavras Correntes
- (1961) Os Lusíadas, o Quixote e o Problema da Ideologia Oca
- (1961) Para a História da Cultura em Portugal
- (1966) Literaturas Portuguesa, Brasileira e Galega
- (1967) Le père Antonio Vieira S.J. et la question de l'esclavage des noirs au XVIIe siècle
- (1969) Sur le texte de la tradition épique d'Afonso Henriques
- (1969) Inquisição e Cristãos-Novos Publicado em língua inglesa com  o título "The Marrano Factory : The Portuguese Inquisition and Its New Christians, 1536-1765"
- (1970) Maio e a crise da civilização burguesa
- (1970) Les quatre sources du discours ingénieux dans les sermons du Pe. António Vieira
- (1971) Le discours ingénieux
- (1971) Breve historia de la literatura portuguesa
- (1971) O Autor da Narrativa da Batalha do Salado e a Refundição do Livro do Conde D. Pedro
- (1974) Ser ou não Ser Arte
- (1977) Raíz & Utopia : Crítica e alternativas para uma civilização diferente
- (1979) A Épica Medieval Portuguesa
- (1980) Un Sancho Pança portugais en Extreme-Orient
- (1980) Filhos de Saturno: escritos sobre o tempo que passa
- (1980) A "Fábrica" d'Os Lusíadas
- (1982) A Cultura em Portugal: Teoria e história
- (1985) Iniciação na Literatura Portuguesa
- (1985) Inquisição e Cristãos Novos
- (1990) Poesia e Drama: Bernardim Ribeiro, Gil Vicente, Cantigas de amigo
- (1990) O Crepúsculo da Idade Média em Portugal
- (1991) A Tertúlia Ocidental: Estudos sobre Antero de Quental, Oliveira Martins, Eça de Queiroz e outros
- (1992) História e Utopia: Estudos sobre Vieira
- (1992) Estudos Sobre a Arte d'Os Lusíadas
- (1993) Cultura / Seguido de Entrevista Conduzida por Leonor Curado Neves